# Aradi Imre
Aradi Imre (Tatabánya, 1985. szeptember 3. –) magyar színész.

## Életpályája
2004-ben érettségizett szülővárosában az Árpád Gimnáziumban. 

„Színi pályafutásom 1996-ban gyermekszereplőként indult a tatabányai Jászai Mari Színházban, majd az Arany 10 Színház Musical Stúdiójában, később a ZZ Musical Stúdióban képeztem magam. Ezt követően játszottam a Piccolo Színház illetve a Rock és Musical Színház előadásaiban. Pályakezdőként ez idő alatt Zubornyák Zoltán, Fincza Erika, Bakó Gábor, Stefanidu Janula, Miklós Tibor és Nagy Anikó tanítványa voltam.”

 2005-től a Pesti Magyar Színiakadémia hallgatója volt, ahol osztályvezető tanárai Huszár László és Sipos Imre színművészek voltak. 2008-ban végzett.
2007-ben bekerült az "A Társulat" című tehetségkutató show-műsorba, ahol a döntőig jutott, így szerepelhetett a 25 éves jubileumi István, a király című rockopera előadásaiban, melyet több, mint ötvenszer játszottak. A 2008–2009-es évadban a szolnoki Szigligeti Színház tagja volt. 2009-2023 között a kecskeméti Katona József Színház társulatának színművésze volt.
2022-2025 között a Színház- és Filmművészeti Egyetem drámainstruktor szakos hallgatója.

## Fontosabb színházi szerepei
- William Shakespeare: A vihar.... Adrian
- William Shakespeare: Szentivánéji álom.... Oroszlán, Vinkli, Asztalos
- William Shakespeare: Romeo és Júlia.... Mercutio; Tybalt; Péter, Júlia dajkájának szolgája
- Carlo Goldoni: Chioggiai Csetepaté.... Beppe, (Giuseppe), Fiatalember, Toni Öccse
- Carlo Goldoni: Hebehurgya hölgyek.... Battistino, Pasquina jegyese
- Anton Pavlovics Csehov: Apátlanul (Platonov).... Iszak Abramovics Vengerovics, Abram Vengerovics fia, egyetemi hallgató
- Nyikolaj Vasziljevics Gogol: A revizor.... Ivan Spekin, postamester
- Arisztophanész: Lüszisztraté.... Légiós
- Arthur Miller: Az ügynök halála.... Howard Wagner
- Arthur Miller: Pillantás a hídról.... Dokkmunkás, Szomszéd 1
- Ken Kesey – Dale Wasserman: Száll a kakukk fészkére.... Williams ápoló
- Tennessee Williams: Amíg összeszoknak.... George Haverstick
- Pierre-Augustin Caron de Beaumarchais: Figaro házassága.... Cherubin
- Jean Anouilh: Becket vagy Isten becsülete.... Az apát
- Karol Wojtyła: Az aranyműves boltja.... Kristóf
- Michael Frayn: Függöny fel!... Tim Allgood, színházi mindenes
- Thomas Middleton - William Rowley: Átváltozások.... Pedro
- Csokonai Vitéz Mihály: Dorottya.... Bordács
- Petőfi Sándor: Tigris és Hiéna... Sülülü, udvari bolond
- Szigligeti Ede – Mohácsi István – Mohácsi János: Liliomfi.... Ifj. Schwartz
- Csiky Gergely: Buborékok.... Chupor Aladár
- Molnár Ferenc: A testőr.... A Hitelező
- Molnár Ferenc: Liliom.... Hugó
- Molnár Ferenc: A Pál utcai fiúk.... Nemecsek; Barabás
- Weöres Sándor: A kétfejű fenevad.... Hencker, Ezredes, Monti-Perger Salamon, Bankár, Kapuőr A Pécsi Vár Előtt, Szamuil, Ibrahim Szolgája, Márton, Komédiás Deák
- Tamási Áron: Ábel.... Legény
- Rideg Sándor: Indul a bakterház.... Marhakereskedő
- László Miklós  – Mohácsi István – Mohácsi János: Illatszertár.... Detektív
- Fazekas István: A megvádolt.... Dongó
- Karinthy Ferenc: Dunakanyar... Férfi
- Schwajda György: Ballada a 301-es parcella bolondjáról.... a bolond Fia
- Kornis Mihály: Körmagyar.... A férj
- Tasnádi István: Memo – A felejtés nélküli ember.... Dr. Lónyai Péter
- Réczei Tamás: Szabadság Kórus.... Kanonok, Százados, Erős, Darvas József, Részeg, Vitók Pál, Fegyőr 1., Horváth Elvtárs, Tartótiszt
- Miklós Tibor: Ilyenek Voltunk.... Rendőr I., Várkonyi Mátyás, Hőnigh Rezső, Brunner Győző
- Móricz Zsigmond – Kocsák Tibor – Miklós Tibor: Légy jó mindhalálig.... Nyilas Misi; Török János; Valkay tanár úr
- Kocsis L. Mihály – Cseke Péter: Újvilág Passió.... Iskarióti Júdás
- Tolcsvay László – Müller Péter – Müller Péter Sziámi: Isten pénze....Fred, Temetkezési Vállalkozó
- Tolcsvay László – Müller Péter – Bródy János: Doctor Herz.... Gustavson
- Szörényi Levente – Bródy János: István, a király.... Vecellin; Pázmány; Hont
- Szörényi Levente – Bródy János: Kőműves Kelemen.... Máté
- Illés Zenekar – Szente Vajk: Tied a világ!.... szereplő
- Bolba Tamás – Szente Vajk – Galambos Attila: Csoportterápia.... Ervin Iván
- Galambos Attila – Szemenyei János – Réczei Tamás: Winnetou.... Ravasz Hiúz; Kofferkuli
- Juhász Levente – Galambos Attila – Szente Vajk: A beszélő köntös.... Krónikás, Hóhér, Mocsári Ember, Dagadt idegen, A megkenhető Hasszán
- Claude-Michel Schönberg – Alain Boublil: A nyomorultak.... Jolly, Herceg, Kocsmás, 1.Munkás, 3.Rab, 1. Matróz, Polgár
- Andrew Lloyd Webber – Tim Rice: József és a színes szélesvásznú álomkabát.... Aser; Gád
- Andrew Lloyd Webber: Jézus Krisztus Szupersztár.... Péter apostol
- Lévay Sylvester – Michael Kunze: Elisabeth... Grünne gróf
- Vajda Katalin: Anconai szerelmesek.... szereplő
- Kálmán Imre: Csárdáskirálynő.... Kaucsiánó Bonifác Gróf; Lazarovics Ödön, Földbirtokos
- Kálmán Imre: Marica grófnő.... Kudelka, Cecília Inasa
- Kálmán Imre: Cirkuszhercegnő... Vlagyimir Vlagyimirovics nagyherceg
- Lehár Ferenc: A víg özvegy.... Camille De Rosillon; Raoul Saint Brioche
- Szirmai Albert – Bakonyi Károly – Gábor Andor: Mágnás Miska.... Építésvezető
- Kacsóh Pongrác – Bakonyi Károly – Heltai Jenő: János vitéz.... Strázsamester
- Zerkovitz Béla – Szilágyi László: Csókos asszony.... Ibolya Ede, János, Házmester
- Szenes Iván – Gádor Béla – Darvas Szilárd – Barabás Tibor – Kerekes János: Állami áruház.... Dancs Emil, igazgató kartárs úr
- Eisemann Mihály – Békeffi István – Halász Imre: Egy csók és más semmi.... Robicsek
- Gaetano Donizetti – Németh Virág: A manóvizsga.... Majszi
- Németh Virág: Borban él az élet.... szereplő
- Németh Virág: Mátyásmese, avagy hogyan került álruha a királyra?.... szereplő
- Németh Virág: Lesz vigasz.... szereplő
- Grimm fivérek – Zalán Tibor: Csipkerózsika és a fiú.... Kamarás
- Kérek Egy Álmot.... Vödör Ödön, Takarító
- A’la Rossini.... Ramiro Herceg
- Rómeó És Júlia – Négyhangú Opera.... Tenor
- „Szívemben Bomba Van”.... szereplő
- Gioachino Rossini – Németh Virág: És közben szól a dal.... Szrna Zotyó
- Gioachino Rossini: Hamucipőcske.... szereplő
- Gioachino Rossini – Wolfgang Amadeus Mozart – Gaetano Donizetti – Németh Virág: Túl az Óperencián.... Tökfödő Jónás
- Lázár Ervin: A négyszögletű kerek erdő.... Ló Szerafin
- Békés Pál: A kétbalkezes varázsló.... Étekfogó
- Tóth Kata: A jegesmedve szerelmese.... szereplő

## Filmes és televíziós szerepei
- Egy rém rendes család Budapesten (2006)
- Géniusz, az alkimista (2010)
- Alvilág (2019)

## Díjai, elismerései
- Latabár-díj (2020)
- Magyar Bronz Érdemkereszt (2022)